# こころは気紛れ
「こころは気紛れ / あなたがいれば」（こころはきまぐれ あなたがいれば）は、1977年2月5日に発売されたオフコース（当時の表記はオフ・コース）通算10枚目のシングル。

## 解説
「こころは気紛れ」はアルバム『SONG IS LOVE』からの、再レコーディングによるシングル・カット曲。そのため、ジャケットに“新録音”と表記されている。再録音の経緯について、プロデューサーの武藤敏史は後に「この作品は『ソング・イズ・ラヴ』の中から選び、シングル向きにアレンジし直し、派手なサウンドの曲調にしたものであるが、その時初めて彼らに、僕が“シングル盤用にアレンジしなおして欲しい”と、レコード会社的要求と発言をしたことをよく覚えている。つまり、僕としてもこの頃から、なんとかヒット曲を出して本格的に売れて欲しいと思い始めた、その表れだったのだと思う」「ちょうどその頃、バックのメンバーを正式にかかえてやっていこう、つまり5人でやっていこうと2人が決心した時期だったので、オフコースと大衆との橋渡しをするべき任にある僕としては、経済的によりよい状態で仕事をしてもらうためにも、なんとかヒット曲が欲しいと望んだわけである。売上的にはヒットとまではいかなかったが、作品的には幸い評価も高く、コンサートの観客動員数をはじめ、いろんな面でこの頃より上昇の兆しも見えはじめ、僕の心配も杞憂に終わりつつあった」と振り返っている。同曲はベスト・アルバム『SELECTION 1973-78』に『SONG IS LOVE』よりも演奏のテンポが少しアップされ、ボーカルも異なるテイクで収録されたほか、後に小田がアルバム『LOOKING BACK 2』にてセルフ・カヴァーした。
「あなたがいれば」は、後にアルバム『JUNKTION』に収録されたが、間奏部にギター・ソロのパートが追加されたアレンジで再録音された。
両曲ともベースを5人目のメンバーとなる清水仁が弾き、このシングルで後の正式メンバー5人が全員揃った。

## パッケージ、アートワーク
ジャケットにはイラストながら、清水仁、大間ジロー、松尾一彦が、本作で初めて登場した。

## 収録曲
歌：オフ・コース OFF COURSE

### SIDE A
1. こころは気紛れ   KOKORO WA KIMAGURE
  - 作詩[注釈 6] · 作曲：小田和正、編曲：オフ・コース
  - シングル・ヴァージョン

### SIDE B
1. あなたがいれば   ANATA GA IREBA
  - 作詩[注釈 6]：小田和正、作曲：鈴木康博、編曲：オフ・コース、ストリングス & ウッドウインド編曲：鈴木康博
  - シングル・ヴァージョン

## スタッフ
- プロデュース：武藤敏史、小田和正、鈴木康博

## リリース日一覧
| 地域 | タイトル                        | リリース日   | レーベル                        | 規格               | カタログ番号 | 備考 |
| ---- | ------------------------------- | ------------ | ------------------------------- | ------------------ | ------------ | --- |
| 日本 | こころは気紛れ / あなたがいれば | 1977年2月5日 | EXPRESS ⁄ TOSHIBA EMI           | 7"シングルレコード | ETP-10158    | 「こころは気紛れ」「あなたがいれば」ともシングル・ヴァージョン。 |
| 日本 | こころは気紛れ / あなたがいれば | 2020年6月3日 | USM JAPAN ⁄ UNIVERSAL MUSIC LLC | CD                 | UPCX-4231    | デビュー・シングル『群衆の中で / 陽はまた昇る』からラスト・シングル『夏の別れ / 逢いたい』までを収録した全36枚組CD BOX『コンプリート・シングル・コレクションCD BOX』(UPCY-9918)の中の1タイトル。発表当時のアナログ7インチ・シングルのアートワークを再現した12cm紙ジャケット仕様CD。 |